# Fustiserphus longiceps
Fustiserphus longiceps är en stekelart som beskrevs av Townes in Townes och Henry Keith Townes, Jr. 1981. Fustiserphus longiceps ingår i släktet Fustiserphus och familjen svartsteklar. Inga underarter finns listade i Catalogue of Life.